# Rhyacophila transquilla
Rhyacophila transquilla är en nattsländeart som beskrevs av Tsuda 1940. Rhyacophila transquilla ingår i släktet Rhyacophila och familjen rovnattsländor. Inga underarter finns listade i Catalogue of Life.